# Кунашак (метеорит)
Кунаша́к — кам'яний  метеорит-хондрит загальною вагою 200 кг (близько 20 фрагментів), що впав 11 липня 1949 р. на території  Кунашакського району  Челябінської області. Отримав назву по імені  села Кунашак - районного центру Челябінській області, біля якого був знайдений. Один з фрагментів метеорита впав у  озеро Чебакуль, що знаходиться в 50 км на північ від Челябінська. Не варто плутати це озеро з  озером Чебаркуль, що розташовується в 75 км на п-з-з від центру Челябінська і куди впав один з фрагментів  метеорита Чебаркуль. У деяких ЗМІ помилково було прийнято, що це одне і те ж озеро.